# 스타 파이어 (영화)
《스타 파이어》(Solar Crisis)는 일본, 미국에서 제작된 앨런 스미시 감독의 1990년 SF, 스릴러 영화이다. 팀 매더슨 등이 주연으로 출연하였고 리처드 에드런드 등이 제작에 참여하였다.

## 출연

### 주연
- 팀 매더슨
- 찰톤 헤스톤
- 피터 보일
- 애너벨 쇼필드
- 코린 네멕

### 조연
- 베쇼 테츠야
- 잭 팰런스
- 도리안 헤어우드
- 폴 코슬로
- 샌디 맥펙
- 실바나 갈라도

## 기타
- 미술: 조지 젠슨
- 의상: 로버트 투터리스